# Ligne Tōbu Kiryū
La ligne Tōbu Kiryū (東武桐生線, Tōbu Kiryū-sen) est une ligne ferroviaire de la compagnie privée Tōbu dans la préfecture de Gunma au Japon. Elle relie la gare d'Ōta à celle d'Akagi. C'est une branche de la ligne Tōbu Isesaki.
Sur les cartes, la ligne Tōbu Kiryū est de couleur rouge et les gares sont identifiées par les lettres TI suivies d'un numéro.

## Histoire
La ligne à écartement de 610 mm ouvre entre Ōta et Yabuzuka en 1911 pour transporter des blocs de pierre. La ligne est acquise par Tōbu en mars 1913 qui la convertit à l'écartement de 1 067 mm et la prolonge jusqu'à Aioi. La ligne est électrifiée  à partir du 1er mars 1928 et en mars 1932, la ligne est prolongée jusqu'à Akagi.
Le 14 mars 2020, la gare d'Azami est déplacée de 0,2 km vers le nord.

## Caractéristiques

### Ligne
- Longueur : 20,3 km
- Ecartement : 1 067 mm
- Alimentation : 1 500 Vcc par caténaire
- Nombre de voies : Voie unique

### Tracé
|  |

### Services et interconnexions
La ligne est desservie par des trains omnibus continuant pour la plupart sur la ligne Koizumi et par le Limited Express Ryomo continuant sur la ligne Isesaki jusqu'à Asakusa.

### Liste des gares
La ligne comporte 8 gares.
| Numéro | Gare        | Nom japonais | Distance (km) | Correspondances                                           | Ville  |
| ------ | ----------- | ------------ | ------------- | --------------------------------------------------------- | ------ |
| TI-18  | Ōta         | 太田         | 0             | Tōbu : Isesaki (interconnexion), Koizumi (interconnexion) | Ōta    |
| TI-51  | Sammaibashi | 三枚橋       | 3,4           |                                                           | Ōta    |
| TI-52  | Jiroembashi | 治良門橋     | 5,9           |                                                           | Ōta    |
| TI-53  | Yabuzuka    | 藪塚         | 9,7           |                                                           | Ōta    |
| TI-54  | Azami       | 阿左美       | 13,1          |                                                           | Midori |
| TI-55  | Shin-Kiryū  | 新桐生       | 14,6          |                                                           | Kiryū  |
| TI-56  | Aioi        | 相老         | 16,9          | Watarase Keikoku Railway : Watarase Keikoku               | Kiryū  |
| TI-57  | Akagi       | 赤城         | 17,7          | Jomo Electric Railway : Jōmō                              | Midori |